# Pramet
Pramet è un comune austriaco di 1 003 abitanti nel distretto di Ried im Innkreis, in Alta Austria.